# Odhad
Odhad je vypočítané nebo jen ze zkušenosti předpovězené více či méně přibližné určení výsledku nebo informace, která je využitelné, i když jsou vstupní data nekompletní, nejistá, nebo zašumělá.